# Business-to-Administration
Business-to-Administration (B2A, auch englisch Business-to-Government ‚Unternehmen zum Staat‘, B2G) ist in der Betriebswirtschaftslehre, im E-Business und allgemein im Marketing der Anglizismus für eine Geschäftsbeziehung zwischen Unternehmen und der öffentlichen Verwaltung. Gegensatz ist Administration-to-Business.

## Allgemeines
Der im E-Business entwickelte Begriff kann auch verallgemeinernd für alle Geschäftsbeziehungen zwischen verschiedenen Wirtschaftssubjekten oder zwischen zwei gleichen Wirtschaftssubjekten verwendet werden. Wirtschaftssubjekte sind Privathaushalte (englisch consumer), Unternehmen (englisch business) und der Staat mit seiner öffentlichen Verwaltung (englisch administration, government). Der Wirtschaftswissenschaftler Thomas Schildhauer definiert wie folgt: „Business-to-Administration ist die allgemeine Bezeichnung für alle Geschäftsprozesse und Geschäftsmodelle zwischen Wirtschaftsunternehmen und öffentlicher Verwaltung“. „Business-to…“ beschreibt dasjenige Wirtschaftssubjekt, das die Geschäftsbeziehung angebahnt hat. Gegenstand der Beziehung kann ein Kaufvertrag, Mietvertrag, sonstiger Vertrag oder ein Gesetz sein, aufgrund dessen Güter oder Dienstleistungen gegen Geld (oder ausnahmsweise gegen andere Güter) ausgetauscht werden. Bei Business-to-Administration wird meist keine Geschäftsbeziehung eingegangen, sondern es besteht eine Rechtsbeziehung, die überwiegend auf öffentlichem Recht beruht.

## Übersicht aller Geschäftsbeziehungen
Als Wirtschaftssubjekte, die Geschäftsbeziehungen zueinander eingehen, kommen Privathaushalte (englisch consumer, Konsumenten), Unternehmen (englisch business) und der Staat mit seinen Staatsunternehmen oder Gebietskörperschaften (englisch administration) in Betracht.
Die Geschäftsbeziehungen zwischen einzelnen Wirtschaftssubjekten können wie folgt systematisiert werden:
| Wirtschaftssubjekt    | Privathaushalte Beispiel                                  | Unternehmen Beispiel                        | öffentliche Haushalte Beispiel                            |
| --------------------- | --------------------------------------------------------- | ------------------------------------------- | --------------------------------------------------------- |
| Privathaushalte       | Consumer-to-Consumer Tauschbörsen wie eBay                | Consumer-to-Business Aufträge, Bestellungen | Consumer-to-Administration Steuererklärung, Melderegister |
| Unternehmen           | Business-to-Consumer Lieferung von Waren im Versandhandel | Business-to-Business Interbankenhandel      | Business-to-Administration Lohnsteueranmeldung            |
| öffentliche Haushalte | Administration-to-Consumer Gebührenbescheid               | Administration-to-Business Außenprüfung     | Administration-to-Administration Amtshilfe                |

Auf diese Weise ergeben sich neun Kombinationen von Geschäftsfeldern.
Business-to-Administration-Beziehungen sind beispielsweise die Lohnsteueranmeldung und die Umsatzsteuer-Voranmeldung (über ELSTER) und sämtliche übrigen Steuerzahlungen der Unternehmen, auch soweit es sich um indirekte Steuern handelt. Auch Anzeige- oder Meldepflichten, die öffentliche Ausschreibung, öffentlich-private Partnerschaft, Lobbyarbeit oder die Patentanmeldung sind Business-to-Administration-Beziehungen.

## Wirtschaftliche Aspekte
Zahlreiche Transaktionen zwischen Unternehmen und der öffentlichen Hand sind streng genommen kein E-Commerce, weil sie keinen kommerziellen Charakter aufweisen, da sie keine Gegenleistung zur Folge haben. Das trifft vor allem auf sämtliche Steuerzahlungen zu. Müssen dagegen von Unternehmen öffentliche Abgaben, Beiträge oder Gebühren entrichtet werden, gibt es auch eine staatliche Gegenleistung.
Eine bislang untergeordnete Rolle spielten Transaktionen zwischen Unternehmen und öffentlichen Einrichtungen über das Internet. Die zunehmende Digitalisierung der öffentlichen Verwaltung wird die Bedeutung des E-Governments verbessern. Das Geschäftsfeld Business-to-Administration wird dann die Abwicklung von Verwaltungsaufgaben über ein elektronisches Netzwerk umfassen.